# Periodismo musical

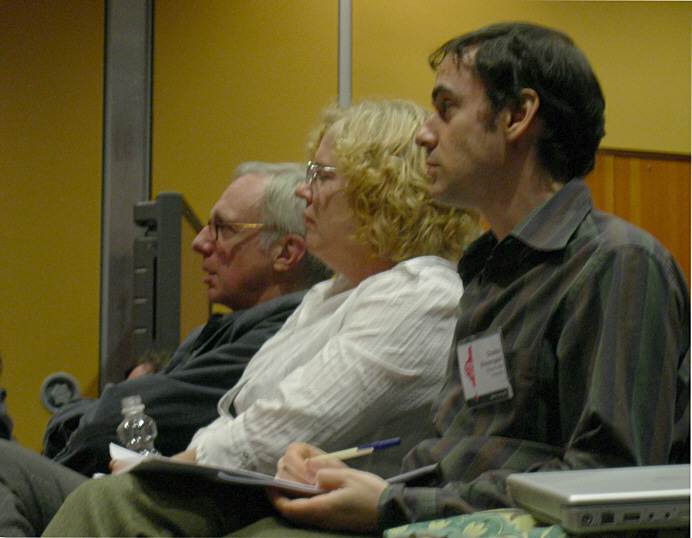
Periodistas musicales (de izquierda a derecha) Robert Christgau y Ann Powers y el profesor de musicología Charles Kronengold en la Conferencia Pop 2007 en el Experience Music Project de Seattle

El periodismo musical (o «crítica musical») es la crítica de los medios y los informes sobre temas musicales, incluida la música popular, la música clásica y la música tradicional . Los periodistas comenzaron a escribir sobre música en el siglo XVIII, proporcionando comentarios sobre lo que ahora se considera música clásica. En la década de 1960, el periodismo musical comenzó a cubrir más prominentemente la música popular como el rock y el pop después del avance de The Beatles. Con el auge de Internet en la década de 2000, la crítica musical desarrolló una presencia en línea cada vez más grande con blogueros de música, aspirantes a críticos de música y críticos establecidos que complementan los medios impresos en línea. El periodismo musical de hoy incluye reseñas de canciones, álbumes y conciertos en vivo, perfiles de músicos e informes de noticias de artistas y eventos musicales. 

## Orígenes de la crítica de música clásica

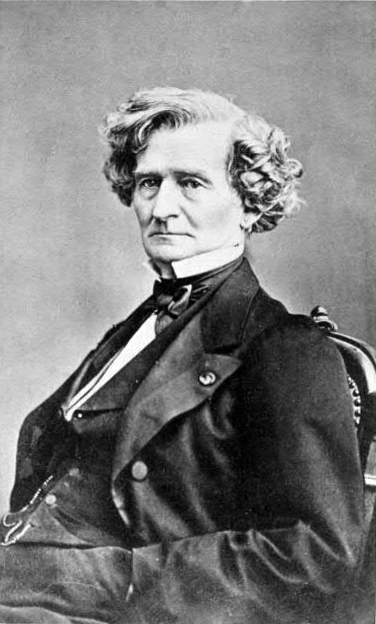
Héctor Berlioz, activo como periodista musical en París en las décadas de 1830 y 1840.

El periodismo musical tiene sus raíces en la crítica de música clásica, que tradicionalmente ha abarcado el estudio, la discusión, la evaluación y la interpretación de la música que se ha compuesto y anotado en una partitura y la evaluación de la interpretación de canciones y piezas clásicas, como las sinfonías y conciertos.
Antes de la década de 1842, los informes sobre la música los realizaban revistas musicales, como la Allgemeine musikalische Zeitung (fundada por Johann Friedrich Rochlitz en 1798) y la Neue Zeitschrift für Musik (fundada por Robert Schumann en 1834), y en revistas de Londres como The Musical Times (fundada en 1844 como The Musical Times and Singing-class Circular); o bien por reporteros en periódicos generales donde la música no formaba parte de los objetivos centrales de la publicación. Un influyente crítico musical inglés del siglo XIX, por ejemplo, fue James William Davison de The Times. El compositor Hector Berlioz también escribió críticas y revisiones para la prensa parisina de las décadas de 1830 y 1840.
El periodismo de música culta moderno a menudo se basa en la consideración de la teoría musical de los muchos elementos diversos de una pieza musical o interpretación, incluyendo (en lo que respecta a una composición musical) su forma y estilo, y para la interpretación, estándares de técnica y expresión. Estos estándares se expresaron, por ejemplo, en revistas como Neue Zeitschrift für Musik, fundada por Robert Schumann, y continúan hoy en las columnas de periódicos y revistas serias como The Musical Times.
Varios factores —incluido el crecimiento de la educación, la influencia del movimiento romántico en general y en la música, la popularización (incluido el 'estatus de estrella' de muchos artistas como Liszt y Paganini), entre otros—  llevaron a un creciente interés en la música entre los revistas no especializadas en este rubro, y un aumento en el número de críticos por profesión de diversos grados de competencia e integridad. La década de 1840 podría considerarse un punto de inflexión, ya que los críticos de música después de la década de 1840 generalmente tampoco eran músicos practicantes. Sin embargo, los contraejemplos incluyen Alfred Brendel, Charles Rosen, Paul Hindemith y Ernst Krenek; todos los cuales eran practicantes modernos de la tradición de la música clásica que también escribían (o hacían críticas) sobre música.